# Blauer Akt
Blauer Akt (Nu bleu) heißt eine Serie von etwa zwölf Gouacheschnitten von Henri Matisse, die er 1952 schuf. 

Blauer Akt IV

Sie stellen sitzende oder stehende weibliche Akte in abstrakter Form dar und gehören zu seinen letzten Werken. Um 1943 wurde der Papierschnitt zum Hauptausdrucksmittel in der Arbeit des häufig krankheitsbedingt ans Bett gebundenen Künstlers, sodass er um 1948 die Malerei zugunsten von Papierschnitten aufgab. Matisse beauftragte Assistenten, Papierbögen mit Gouachefarbe zu kolorieren, aus denen er seine Figuren oder freie Formen ausschnitt.
Diese Technik nannte Matisse „mit der Schere zeichnen“. Die „Blauen Akte“ heben sich von einem weißen Papiergrund ab und wirken wie Skulpturen. Die Serie entstand wenige Jahre vor seinem Tod. Der Kunsthändler Heinz Berggruen stellte die Papierschnitte erstmals 1953 in seiner Pariser Galerie aus und 2003 in einer Sonderausstellung seiner Sammlung Berggruen in Berlin. Die Serie wurde am Museum of Modern Art (MoMA) vom Oktober 2014 bis Februar 2015 als Teil der Ausstellung Henri Matisse: The Cut-Outs gezeigt.